# Пропорційно-інтегрально-диференціальний закон регулювання

Рис. 1. Перехідна функція: (а) — ПД та (б) — ПІД-регулятора.

Пропорціонально-інтегрально-диференціальний (ПІД) закон регулювання (автоматика) — найпростіший алгоритм функціонування автоматичного регулятора, що включає вплив усіх розглянутих вище законів.
Реалізація цього закону пов'язана із застосуванням пружного зворотного зв'язку.
На рис. 1(б) подана перехідна функція ПІД-закону, де виділено області впливу складовими Д, П, І закону.
Регулятори з випередженням значно поліпшують якість регулювання, особливо якщо об'єкт володіє великим запізненням та інерційністю. Вид перехідного процесу відповідає кривим, що представлені на рис. 1(б).
Рівняння ПІД-закону мають вигляд:
{\displaystyle u=K_{1}\varepsilon +K_{2}\int {\varepsilon \,}{\rm {d}}t+K_{3}{\frac {{\rm {d}}\varepsilon }{{\rm {d}}t}}=K_{1}\left(\varepsilon +{\frac {1}{T_{i}}}\int {\varepsilon \,}{\rm {d}}t+T_{p}{\frac {{\rm {d}}\varepsilon }{{\rm {d}}t}}\right),}
що реалізовується ізодромним регулятором з передуванням або ПІД-регулятором з параметрами налаштування
{\displaystyle K_{1},\quad T_{i}={\frac {K_{1}}{K_{2}}},\quad T_{p}={\frac {K_{3}}{K_{1}}}.}
Настроювальні параметри {\displaystyle K_{p}}, {\displaystyle T_{i}} і {\displaystyle T_{p}} регулятора зумовлюють вид і якість перехідного процесу системи регулювання, як і динамічні властивості об'єкта.

## Основи циклу управління
Простим прикладом циклу управління є налаштування необхідної температури води при заповнені ємності за допомогою ручок крану, що дозволяють контролювати змішування холодної та гарячої води. Людина дотиком перевіряє температуру води. На основі цих відчуттів вона виконує дію повертаючи холодний чи гарячий кран, доки не встановить необхідну температуру води в ємності.
Температура води, що контролюється є змінною процесу (ЗП). Бажана температура є заданою величиною (ЗВ). Вхідне значення для процесу (позиція крану для води), і вихід PID контролеру, називається керованою змінною (КЗ). Різниця між виміряною поточною температурою і заданою величиною є значенням помилки (e), яка визначає чи вода у резервуарі занадто гаряча чи холодна і на скільки саме.
Після вимірювання температури (ЗП) і підрахунку помилки контролер приймає рішення про те, на яке значення змінити теперішнє положення крану (КЗ). Очевидний метод це пропорційне управління: положення крану задається пропорційно до поточної помилки. Більш складна процедура управління може включати в себе наступний термін: диференціальне управління. Беручи до уваги швидкість зміни значення помилки, додаємо більше або менше холодної води в залежності від того, як швидко помилка наближується до нуля. І нарешті, інтегральне управління додає третій термін, використовуючи накопичення значення помилки температури в минулому, щоб визначити чи встановлюється температура в ємності занадто малою чи великою і налаштувати кран пропорційно до минулих помилок. Іншими словами, інтегральну дію можна сформулювати як зміну поточної позиції крану на кроки пропорційні до поточної помилки. З плином часу на кожному кроці додаються (що при дискретному часі є еквівалентом інтегруванню) помилки минулого часу.
При налаштуванні, якщо зміна положення буде завеликою при невеликій помилці, це призведе до перевищення чи промаху. Якщо контролер занадто швидко виконує зміни, які були завеликими і постійно перевищує задану величину, результат буде коливатися довкола встановленого значення по постійній, зростаючий, чи затухаючій синусоїді. Якщо амплітуда коливання зростає з часом, система є нестабільною. Якщо вона зменшується, система є стабільною. Якщо коливання встановлюється із сталою амплітудою, система є маргінально стабільною.